# Окулярник вулканський
Окулярник вулканський (Zosterops mbuluensis) — вид горобцеподібних птахів родини окулярникових (Zosteropidae). Мешкає в Кенії і Танзанії.

## Опис
Довжина птаха становить 11-12 см. Лоб жовтий, тім'я зеленувато-жовте. Навколо очей характерні білі кільця. Верхня частина тіла зелена, нижня частина тіла золотисто-жовта. Боки зеленуваті. Хвіст темно-коричневий з вузькими зеленими краями. Дзьоб чорний, лапи сірі. Виду не притаманний статевий диморфізм.

## Таксономія
Вулканський окулярник раніше вважався підвидом мінливобавного окулярника, однак коли за результатами молекулярно-генетичного дослідження 2014 року виявилось, що він більш тісно спорідений з абісинським окулярником, вулканський окулярник був підвищений до статусу виду.

## Поширення і екологія
Вулканські окулярники мешкають на високогір'ях південної Кенії і північної Танзанії на висоті від 1380 до 3400 м над рівнем моря, зокрема на високогір'ї Мбулу Вони живуть в гірських тропічних лісах і високогірних чагарникових заростях, в садах і на плантаціях.